# Марі-Флоранс Кандассамі
Марі-Флоранc Кандассемі (26 лютого 1991 , Париж ) — французька фехтувальниця на шпагах, срібна призерка Олімпійcьких ігор 2024 року, чемпіонка світу, дворазова чемпіонка Європи.

## Виступи на Олімпіадах
| Олімпіада           | Дисципліна          | Місце |
| ------------------- | ------------------- | ----- |
| Ріо-де-Жанейро 2016 | індивідуальна шпага | 16    |
| Ріо-де-Жанейро 2016 | командна шпага      | 7     |
| Париж 2024          | індивідуальна шпага | 9     |
| Париж 2024          | командна шпага      | 2     |